# Imre Lakatos

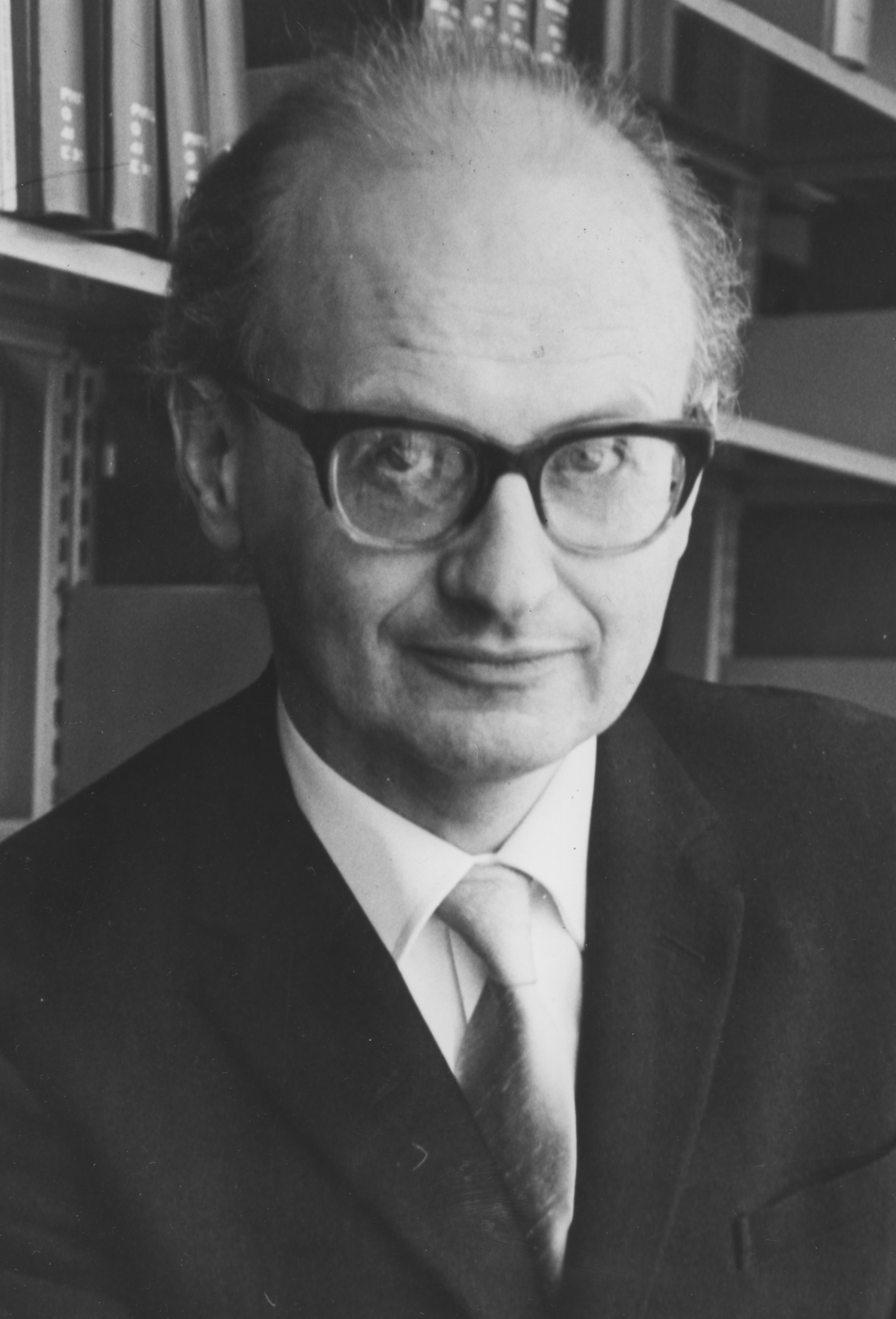
Lakatos – carte de Brendan Larvor.

Imre Lakatos (9 noiembrie, 1922 – 2 februarie, 1974) a fost un filosof preocupat de filosofia matematicii și de filosofia științei ungur.

## Metodologia programelor de cercetare științifică
Metodologia programelor de cercetare științifică este o revizuire radicală a criteriului de demarcație al lui Popper între știință și neștiință, conducând la o teorie nouă a raționalității științifice. Pentru Popper, o teorie este științifică doar dacă este falsificabilă empiric, adică dacă este posibil să specificăm declarații observaționale care ar dovedi că este greșită. O teorie este o știință bună dacă este refutabilă, riscantă, poate rezolva probleme și rezistă la succesive încercări de respingere. Trebuie să fie extrem de falsificabilă, bine testată, dar (până acum) nefalsificată. Lakatos obiectează că, deși este relativ corect criteriul lui Popper, este prea restrictiv, deoarece ar exclude prea mult din practica științifică de zi cu zi ca neștiințifică și irațională. Oamenii de știință de multe ori persistă rațional cu teorii pe care, potrivit standardelor lui Popper, ar fi trebuit să le respingă ca fiind „refutate”.
Dar dacă oamenii de știință persistă deseori cu teorii „respinse”, fie oamenii de știință sunt neștiințifici, fie Popper nu este corect în ceea ce constituie știința bună. Ideea lui Lakatos este de a construi o metodologie a științei și, împreună cu ea, un criteriu de delimitare ale cărui precepte să fie mai în concordanță cu practica științifică. Falsificabilitatea continuă să joace un rol în concepția lui Lakatos, dar importanța sa este oarecum diminuată, renunțând efectiv la o considera ca un criteriul de delimitare dintre știință și ne-știință. Un program de cercetare poate fi falsificabil (într-un anumit sens), dar neștiințific, și științific dar nefalsificabil. De asemenea, fiecare teorie succesivă într-un program de cercetare degenerativă poate fi falsificabilă, dar programul ca întreg poate să nu fie științific. În opinia lui Lakatos, nu trebuie să fie o crimă în a proteja insuficiența programului de cercetare de o respingere empirică. Pentru Popper, este un păcat împotriva științei să se apere o teorie respinsă prin „introducerea ad-hoc a unei ipoteze auxiliare sau prin re-interpretarea teoriei ad-hoc astfel încât să scape de respingere”.
Lakatos începe articolul printr-o scurtă prezentare a conceptului de falsificaționism al lui Popper, considerând că esența ”rețetei” acestuia este ”îndrăzneala în ipoteze, pe de o parte, și austeritatea în refutații pe de altă parte.” Face apoi distincția dintre Popper, pentru care știința este „revoluția în permanență” și critica este inima intreprinderii științifice, și Kuhn, pentru care întreprinderea științifică este excepțională și extra-științifică, iar critica este în „vremuri normale” anatema.
Lakatos continuă cu o prezentare a tezelor privind cunoașterea. Potrivit metodei științifice ”justificaționiste”, cunoașterea a constat din propoziții dovedite. Intelectualiștii clasici (sau „raționaliștii„, în sensul restrâns al termenului) au admis „dovezi” extrem de variate – și puternice – prin revelație, intuiție intelectuală, experiență. Acestea, cu ajutorul logicii, le-au permis să dovedească orice tip de afirmație științifică. Empiriștii clasici au acceptat ca axiome doar un set relativ mic de „propoziții factuale” care au exprimat „faptele tari”. Valoarea adevărului lor a fost stabilită de experiență și au constituit baza empirică a științei. Pentru a dovedi teoriile științifice din nimic altceva decât baza empirică îngustă, aveau nevoie de o logică mult mai puternică decât logica deductivă a intelectualilor clasici: „logica inductivă”. Toți justificaționiștii, intelectualii sau empiriștii, au fost de acord că o afirmație singulară care exprimă o „faptă tare” poate dezaproba o teorie universală, dar puțini dintre ei au crezut că o conjuncție finită de propoziții factuale ar putea fi suficientă pentru a dovedi o teorie universală „inductivistă”.
Justificaționismul (identificarea cunoașterii cu cunoașterea dovedită) a fost înlocuit în timp de scepticism, care a susținut că nu există (și nu ar putea exista) nicio cunoaștere dovedită și, prin urmare, nicio cunoaștere în general. Raționaliștii clasici au încercat să salveze principiile a priori sintetice ale intelectualității și empiriștilor clasici. Pentru toți, onestitatea științifică a cerut să nu se afirme nimic care nu este dovedit. Dar, consideră Lakatos, a rezultat că toate teoriile sunt la fel de nedemonstrabile. Probabilismul, elaborat de un grup de filozofi din Cambridge, a considerat că, deși teoriile științifice sunt la fel de nepotrivite, au grade diferite de probabilitate comparativ cu dovezile empirice disponibile. În acest fel, onestitatea științifică necesită mai puțin decât a fost gândit: constă în exprimarea unor teorii foarte probabile; sau chiar prin specificarea, pentru fiecare teorie științifică, a probelor și a probabilității teoriei în lumina acestor dovezi.
Ulterior, Popper presupune că toate teoriile au o probabilitate zero, oricare ar fi dovezile; toate teoriile nu numai că sunt la fel de nedovedit, dar și la fel de improbabile.

### Falsificaționismul dogmatic (sau naturalist)
Falsificaționismul dogmatic admite falsificabilitatea tuturor teoriilor științifice fără calificare, dar păstrează un fel de bază empirică infailibilă. Este strict empiricist fără a fi inductivist: neagă faptul că certitudinea bazei empirice poate fi transmisă teoriilor. Astfel, falsificabilitatea dogmatică este cea mai slabă marcă a justificării.
Semnul distinctiv al falsificării dogmatice este recunoașterea faptului că toate teoriile sunt la fel de conjecturale. Știința nu poate dovedi nicio teorie, dar le poate respinge. Onestitatea științifică constă astfel în aceea de a specifica un experiment în așa fel încât, dacă rezultatul contrazice teoria, trebuie să renunțăm la teorie. Odată ce o propoziție este respinsă, ea trebuie să fie necondiționat respinsă. Propozițiile nefalsificabile sunt marcate ca „metafizice” și negate din punct de vedere științific.
Conform logicii falsificării dogmatice, știința crește prin înlăturarea repetată a teoriilor cu ajutorul unor fapte grele. Astfel, știința se desfășoară prin speculații îndrăznețe, care nu sunt niciodată dovedite sau chiar probabile, dar unele dintre ele sunt ulterior eliminate prin respingeri grele și concludente și apoi înlocuite de speculații încă mai îndrăznețe, noi și, cel puțin la început, nefalsificate.
Falsificarea dogmatică este considerată totuși imposibilă de Lakatos. Se bazează pe două ipoteze false și pe un criteriu prea restrâns de demarcare între știință și ne-știință. Prima ipoteză este că există o graniță naturală, psihologică, între propozițiile teoretice sau speculative, pe de o parte, și propunerile factuale sau observaționale (sau de bază), pe de altă parte („abordarea naturalistă” a metodei științifice). A doua ipoteză este că dacă o propoziție satisface criteriul psihologic de a fi faptică sau observațională (sau de bază) atunci este adevărată; se poate spune că a fost dovedită din fapte (”doctrina probelor observaționale, sau experimentale”). Aceste ipoteze sunt completate de un criteriu de delimitare: numai acele teorii sunt „științifice” care interzic anumite stări observabile ale lucrurilor și, prin urmare, sunt factual posibil de respins (dacă au o bază empirică).
Pentru empiriștii clasici mintea potrivită este o tabula rasa, golită de tot conținutul original, eliberată de orice prejudecată a teoriei. Dar se pare din munca lui Kant și Popper – și din activitatea psihologilor influențați de ei – că o asemenea psihoterapie empirică nu poate reuși niciodată. Prin urmare, nu există o delimitare naturală (adică psihologică) între propozițiile teoretice și cele observaționale.
Dar, chiar dacă ar exista o astfel de delimitare naturală, logica ar distruge încă cea de-a doua presupunere a falsificării dogmatice. Căci valoarea de adevăr a propozițiilor „observaționale” nu poate fi decisă în mod incontestabil: nicio propoziție factuală nu poate fi dovedită vreodată din un experiment. Propozițiile pot fi derivate numai din alte propoziții, ele nu pot fi deduse din fapte: nu se poate demonstra declarații din experiențe.
În cele din urmă, chiar dacă ar exista o delimitare naturală între declarațiile de observație și teorii, și chiar dacă valoarea de adevăr a declarațiilor de observație ar putea fi stabilită în mod incontestabil, falsificarea dogmatică ar fi în continuare inutilă pentru eliminarea celei mai importate clase a ceea ce este frecvent considerată ca  teorii științifice. Chiar dacă experimentele ar putea arăta rapoarte experimentale, puterea lor de refuz ar fi totuși limitată: exact cele mai admirate teorii științifice pur și simplu nu reușesc să interzică nicio stare observabilă a lucrurilor.
Justificaționiștii clasici au admis doar teoriile dovedite; justificaționiștii neoclasici pe cele probabile; falsificaționiștii dogmatici și-au dat seama că în oricare caz nicio teorie nu este admisibilă. Ei au decis să admită teorii doar dacă sunt falsificabile – de un număr limitat de observații. Dar, chiar dacă ar exista astfel de teorii falsificabile – cele care pot fi contrazise de un număr limitat de fapte observabile – ele sunt încă logic prea apropiate de baza empirică.